# Довгий (притока Шипіту)
Довгий, Дуги — струмок (річка) в Україні у Перечинському районі Закарпатської області. Ліва притока річки Шипіт (басейн Дунаю).

## Опис
Довжина струмка приблизно 7,01 км, найкоротша відстань між витоком і гирлом — 5,66 км, коефіцієнт звивистості річки — 1,24. Формується багатьма струмками та загатою.

## Розташування
Бере початок на південних схилах гори Корна (705,0 м). Тече переважно на південний захід через буковий ліс, понад селом Тур'я Поляна і впадає в річку Шипіт, верхню частину річки Тур'ї.

## Притоки
- Свалявський (ліва).

## Цікаві факти
- У XX столітті понад струмком пролягав газопровід Уренгой-Помари-Ужгород[1].
- Від гирла струмка на південній стороні на відстані приблизно 341,11 м пролягає автошлях Т 0712[2] (автомобільний шлях територіального значення у Закарпатській області. Пролягає територією Перечинського та Свалявського районів через Перечин — Сваляву. Загальна довжина — 52,1 км.).
- На південно-східній околиці села Тур'я Поляна на правому березі струмка розташований Приватна садиба Турянський Двір[3][2].